# Mo Farah
Mo Farah (somalijski: Maxamed Mukhtaar Jaamac Faarax, Gabiley, Somalija, 23. ožujka 1983.), britanski je dugoprugaš i jedan od najuspješnijih atletičara svih vremena. Četverostruki je olimpijski, šesterostruki svjetski i peterostruki europski prvak na 5 i 10 000 metara te najuspješniji dugoprugaš svih vremena. Ujedno i jedan od najuspješnijih britanskih športaša.
Farah je rođen u gradu Gabileyu u Somalilandu, u obitelj Habr Awal podklanu Isaaqa. Rano djetinjstvo proveo je u Džibutiju s bratom blizancem. U dobi od osam godina preselio se u Britaniju kako bi se pridružio ocu, govoreći tek nekoliko riječi engleskog jezika. Njegov djed rođen je u Somalilandu, a otac u Londonu u Engleskoj. Njegov atletski talent prvi je prepoznao učitelj tjelesnog odgoja Alan Watkinson. Farah je htio postati automobilski mehaničar ili igrati kao desni branič za nogometni klub Arsenal. Kasnije se pridružio Borough of Hounslow atletskom klubu u zapadnom Londonu.

## Vanjske poveznice
- Službene stranice (engl.)
- Profil na stranicama IAAF-a (engl.)
- Službene stranice Zaklade »Mo Farah«  Arhivirana inačica izvorne stranice od 1. lipnja 2012. (Wayback Machine) (engl.)